# Jukeboxenmuseum (Sint-Oedenrode)
Het Jukeboxenmuseum is een museum in de Noord-Brabantse plaats Sint-Oedenrode.
De verzameling werd bijeengebracht door de verzamelaar in jukeboxen Christ Boelens. Bij elkaar toont het museum meer dan honderdvijftig exemplaren van uiteenlopend ontwerp. De getoonde exemplaren van bekende merken, als Wurlitzer, Ami, Seeburg en Rock-ola, zijn gerestaureerd, kunnen worden beluisterd en eventueel ook gekocht.
In het museum wordt daarnaast ingegaan op de geschiedenis van het apparaat. Het kende zijn hoogtepunt in de jaren vijftig en zestig van de 20e eeuw en speelde toen op verzoek muzieksingles af in met name horecagelegenheden.